# Challenger de Montevideo 2012
El  Uruguay Open 2012 es un torneo profesional de tenis que se jugó en cancha de polvo de ladrillo en la ciudad de Montevideo, Uruguay. Este torneo que hace parte del programa de ATP Challenger Series se disputó entre el 27 de octubre y el 4 de noviembre de 2012 en el cuadro principal.

## Cabezas de serie
| País                        | Jugador               | Ranking | Cabeza serie |
| Bandera de Portugal         | João Sousa            | 92      | 1            |
| Bandera de Austria          | Andreas Haider-Maurer | 99      | 2            |
| Bandera de Francia          | Guillaume Rufin       | 107     | 3            |
| Bandera de Eslovenia        | Blaž Kavčič           | 108     | 4            |
| Bandera de Argentina        | Guido Pella           | 117     | 5            |
| Bandera de Rumania          | Adrian Ungur          | 118     | 6            |
| Bandera de Argentina        | Horacio Zeballos      | 120     | 7            |
| Bandera de los Países Bajos | Thiemo de Bakker      | 130     | 8            |
| --------------------------- | --------------------- | ------- | ------------ |

## Campeones
- Individuales Masculinos:  Horacio Zeballos derrota a  Julian Reister por 6-3, 6-2.

- Dobles Masculinos:  Nikola Mektić /  Antonio Veic derrotaron en la final a  Blaž Kavčič /  Franco Škugor, por 6–3, 5–7, [10–7]